# Ali Gholizadeh
Ali Gholizadeh (persan : علی قلی‌زاده), né le 10 mars 1996 à Namin en Iran, est un footballeur international iranien. Il évolue au poste d'ailier droit au sein du Lech Poznań.

## Biographie

### Carrière en club

#### Saipa Karaj
Ali Gholizadeh commence sa carrière professionnelle dans le club où il a été formé, le Saipa Karaj. Il s'y impose comme un titulaire indiscutable dès la saison 2016-2017 du championnat iranien.

#### Sporting de Charleroi, découverte de l'Europe
Le 30 mai 2018, il décide de quitter son pays et découvrir le football européen. Il atterrit au Sporting de Charleroi, en Belgique, rejoignant ainsi son compatriote Kaveh Rezaei. Il y a signé un contrat portant sur 2 saisons (+ 2 en option). Il marque son premier but à Lokeren (Victoire 2-4) le 25 novembre 2018. Il marque son deuxième but le 5 décembre 2018 contre le KRC Genk en coupe de Belgique mais ne peut empêcher l'élimination de son club (défaite 1-3).

### Carrière internationale
Avec les moins de 16 ans, il participe au championnat d'Asie des moins de 16 ans en 2012. L'Iran s'incline en demi-finale face à l'Ouzbékistan.
Avec les moins de 17 ans, il dispute la Coupe du monde des moins de 17 ans en 2013. Lors du mondial junior organisé aux Émirats arabes unis, il joue quatre matchs. Il délivre une passe décisive face au Nigeria en huitièmes. Puis, avec les moins de 19 ans, il participe au championnat d'Asie des moins de 19 ans en 2014. Il joue deux matchs lors de ce tournoi.
Il joue son premier match en équipe d'Iran le 17 mars 2018, en amical contre la Sierra Leone. Il inscrit un doublé lors de ce match, avec pour résultat une large victoire sur le score de 4-0.
Ali Gholizadeh ne fait pas partie des joueurs retenus pour disputer la Coupe du monde de 2018 en Russie, il est écarté de la liste définitive de Carlos Queiroz le 4 juin 2018.
Le 13 novembre 2022, il est sélectionné par Carlos Queiroz pour participer à la Coupe du monde 2022.

## Palmarès
Lech Poznań
- Championnat de Pologne (1) :
  - Champion : 2025.